# Sociedad Suiza de Estudios Hispánicos

La Sociedad Suiza de Estudios Hispánicos (en alemán: Schweizerische Gesellschaft für Hispanistik), (en francés: Société suisse d'études hispaniques), (en italiano: Società Svizzera di Studi Ispanici) o SSEH, es un organismo creado en 1969 en Suiza, que reúne como socios a estudiantes, profesores, investigadores e hispanófilos.
Los objetivos de la SSEH son promover los estudios hispánicos —como la literatura, lenguaje, cultura y otras disciplinas— en Suiza, ofrecer un foro para el intercambio de ideas y debates científicos, y establecer relaciones entre los hispanistas suizos y las instituciones y asociaciones del hispanismo en otros países.
La SSEH publica dos veces al año el Boletín Hispánico Helvético, revista dedicada a los estudios de literatura, lingüística, historia, teorías y prácticas culturales. En la colección "HISPANICA HELVETICA", aparecen tesis doctorales, tomos monográficos, actas de congresos y homenajes.
En las épocas de invierno de cada año, se lleva a cabo un congreso denominado Jornadas Hispánicas, que cuenta con la participación de escritores y críticos reconocidos.
Se estima además que el 1,7% de la población suiza habla español, detrás del alemán, francés, italiano y otras lenguas no oficiales como el inglés y portugués. Esto debido a la inmigración de hispanohablantes a Suiza.